# 911 / Mr. Lonely
Singles de Tyler, The Creator
Who Dat Boy
(2017) Boredom
(2017)
Singles par Frank Ocean
RAF
(2017) Provider
(2017)
911 / Mr. Lonely est une chanson du rappeur Tyler, The Creator en featuring avec Frank Ocean et Steve Lacy sortie en juin 2017, issue de l'album Flower Boy.